# Sveriges Ungdomsråd
Sveriges Ungdomsråd är en samarbets- och intresseorganisation för ungdomsråd. Sveriges ungdomsråds syfte är att stärka och stötta de anslutna ungdomsråden i deras strävan att skapa en bättre tillvaro för ungdomar där de verkar, samt att arbeta för ungdomsrådens nationella intressen. Organisationen har bland annat arbetat för att öka medvetenheten om ungdomars lagstadgade fri- och rättigheter. Sveriges ungdomsråd håller årligen ett flertal nationella konferenser och har släppt flera böcker och andra publikationer om ungdomars rättigheter och ungdomsrådens villkor och verksamhet. 
Den senaste kongressen för Sveriges Ungdomsråd hölls mellan den 1–3 mars 2024 i Karlskogas kommun. Där valdes en ny styrelse bestående av Ellen Åberg som ordförande, Jonatan Widmark som vice ordförande och följande som styrelseledamöter: Johan Claesson, Linnéa Hallberg Danell, Laith Alkeddeh, Isabelle Crowley Sörensson, Wille Holmberg, Cecilia Samuelsson och Alexander Rydberg.

## Historia
Sveriges ungdomsråd bildades 2003 på initiativ av ett antal ungdomsråd som då samarbetade med andra kommunala ungdomssatsningar i nätverket DUN, demokratiskt ungdomsnätverk. Syftet med den nya organisationen var att skapa ett forum för stöd och erfarenhetsutbyte utifrån ungdomsrådens förutsättningar och behov, vilka skilde sig från de övriga verksamheterna i DUN. Organisationen har under 2000-talet utvecklats från att vara en ren mötesplats till att bli en intresseorganisation för ungdomsråd och deras medlemmar.

## Ungdomstorget (IRL)
Ungdomstorget är ett projekt som organisationen bedrev med stöd av Ungdomsstyrelsen och Allmänna arvsfonden mellan 2004 och 2007. I projektet ingick en årlig nationell träff, Ungdomstorget IRL, regelbundna temabundna ämneskonferenser och framtagandet av en community och erfarenhetsbank på internet för ungdomsrådare.
2015 anordnades den 12:e träffen i Stockholm, då med delegater från Danmark, Spanien och Turkiet och 45 ungdomsråd från Sverige, vilket gör det till den största någonsin. Så gott som hela träffen var sponsrad av Stockholms stad, och det anordnades en privatkonsert med Adam Tensta i Stockholms stadshus.
År 2022 bytte projektet namn till Ungdomsmötet IRL, och kommer att arrangeras årligen på olika orter runtom i Sverige. 
Orter där Ungdomstorget IRL har arrangerats:
- 2004: Växjö
- 2005: Borlänge
- 2006: Dals-Ed
- 2007: Nyköping
- 2008: Ludvika
- 2009: Haninge
- 2010: Rättvik
- 2011: Nacka
- 2012: Ljungby
- 2013: Gävle
- 2014: Lund
- 2015: Stockholm
- 2016: Kungsbacka
- 2017: Borlänge
- 2018: Fagersta
- 2019: Skövde

Orter där Ungdomsmötet IRL har arrangerats: 
- 2023: Borås
- 2024: Sollentuna

## Styrelsen
2004–2006
- Ordförande: Linus Källander

2006–2008
- Ordförande: Mimmi Eriksson

2008–2009
- Ordförande: Theresia Silander

2009–2012
- Ordförande: Silvia Kakembo

2012–2015
- Ordförande: Hanna Nyberg

2015–2017
- Ordförande: Gabriel Johansson

2017–2018
- Ordförande: Felicia Linsér

2018–2020
- Ordförande: Nina Adolfsson

2020–2021
- Tillförordnad ordförande: Oruba Abu-Hammam

2021–2022
- Ordförande: Oruba Abu-Hammam
- Vice ordförande: Sigge Eriksson

2022–2023
- Ordförande: Ellen Åberg
- Vice ordförande: Tekla W Björkum

2023–2024
- Ordförande: Ellen Åberg
- Vice ordförande: Tekla W Björkum

2024–2025
- Ordförande: Ellen Åberg
- Vice ordförande: Jonatan Widmark

## Kongressen
Kongressen är Sveriges Ungdomsråds högsta beslutande organ. Ett ombud från varje ungdomsråd har rösträtt på kongressen. Till skillnad från flera andra ungdomsorganisationer har Sveriges Ungdomsråd inte anpassat ombudsfördelningen proportionerligt efter medlemsantal utan har ett fast mandat per ungdomsråd. Varje ungdomsråd har även rätt till en ersättare för ombudet som har yttrande- och yrkanderätt. Yttranderätten på Sveriges Ungdomsråds kongress är till skillnad från andra ungdomsorganisationer obligerad till förtroendevalda samt ombud och ersättare.
Orter där kongressen har arrangerats:
- 2005: Katrineholm
- 2006: Vimmerby
- 2007: Malmö
- 2008: Borlänge
- 2009: Borås
- 2010: Sollentuna
- 2011: Falun
- 2012: Karlstad
- 2013: Kungsbacka
- 2014: Sollefteå
- 2015: Skövde
- 2016: Göteborg
- 2017: Karlskoga
- 2018: Skövde
- 2019: Karlstad
- 2020: Digital
- 2021: Digital
- 2022: Ängelholm
- 2023: Västervik
- 2024: Karlskoga